# George Edgar Merrick
Pour les articles homonymes, voir Merrick.
George Edgar Merrick (1886-1942), le plus souvent abrégé en George E. Merrick était un agent immobilier américain. Il est le fondateur de la ville de Coral Gables en Floride dans les années 1920.